# 小熊座8
小熊座8是在小熊座的一顆7等的紅群聚（紅團簇星）星。這顆恆星異常的富含鋰，其豐度為A = 2.0±0.2 dex。
在2019年IAU100太陽系外世界命名活動比賽中，這顆恆星被分配給韓國的參賽者命名。它以朝鮮最高的山長白山命名為「白頭島」（英語：。

## 行星系統
2015年，博雲山光學天文天文台發現它有一顆系外行星。它有一個93天的緊密軌道，距離約為0.5天文單位，這對於一顆巨大的宿主星來說是異常接近的：它應該在之前膨脹到0.7天文單位的過程中被吞噬。它以韓國最高的山峰漢拏山的名字正式命名為「漢拏」（英語：Halla）。母恆星還有一個65天的恆星活動週期，因此可能還有第二顆行星在距離至少5天文單位的軌道上運行。
| 成員 (依恆星距離) | 质量           | 半長軸 (AU) | 轨道周期 (天) | 離心率     | 傾角 | 半径 |
| ----------------- | -------------- | ----------- | ------------- | ---------- | ---- | ---- |
| b / 漢拏          | ≥ 1.65±0.06 MJ | 0.462±0.006 | 93.31±0.06    | 0.062±0.18 | —    | —    |

2023年的一項研究表明，小熊座8最初是一顆聯星，恆星質量為1.23 and 0.86 M☉。當較重的恆星到達主序星的末尾，大約是 4.2–5.6 Gyr時，它膨脹，直到它把所有的質量都傾倒在伴星上，然後成為氦白矮星。最終，另一顆恆星大約在8.6 Gyr時吞噬了這顆氦白矮星，導致氦燃燒過早開始，形成我們今天所知的恆星。這顆行星可能是作為前環雙星在這一事件中倖存下來的，也可能是由恆星合併期間噴出的物質形成的。小熊座8現在處於紅群聚階段，一旦到達漸近巨星支，這顆行星最終將被吞噬。